# Tone (rzeka)
Tone (jap. 利根川 Tone-gawa) – rzeka w Japonii, na wyspie Honsiu, druga pod względem długości.
Ma długość 322 km, powierzchnia jej dorzecza wynosi 16 840 km². Przepływa przez nizinę Kantō. Uchodzi do Oceanu Spokojnego. Przy ujściu rzeki leży miasto Chōshi.